# Another Day (canção de Paul McCartney)
"Another Day" é uma canção composta por Paul McCartney em Nova York em 1970, durante as sessões de seu álbum Ram. Apesar de ter sido a primeira canção da carreira solo de McCartney, "Another Day" foi escrita e pré-visualizada durante as sessões de Get Back em 1969. Foi lançada em 19 de fevereiro de 1971 no Reino Unido, com "Oh Woman, Oh Why" como o Lado-B.

## História
Denny Seiwell, o baterista das sessões de Ram, chamou a música de "Eleanor Rigby em Nova York". "Another Day" fala sobre a escravidão e a tristeza da vida de uma mulher anônima em seu trabalho e na sua casa.
A mulher de Paul McCartney, Linda McCartney providenciou os vocais harmônicos em "Another Day". Descrevendo as harmonias distintivas suas e de Linda, McCartney disse "Eu queria 'nosso' som." Paul queria criar um estilo único, uma identidade musical diferente dos Beatles. McCartney decidiu colocar Linda como a co-criadora de mais da metade das músicas de Ram, e essa decisão foi estendida até "Another Day". Ele insistiu que Linda fosse uma colaboradora ativa, fazendo várias sugestões sobre a letra e a melodia.

## Na cultura popular
"Another Day" foi referenciada na canção "How Do You Sleep?", de John Lennon, no verso "The only thing you done was Yesterday, and since you've gone you're just Another Day". Foi inclusa nos filmes 50 First Dates, de 2004, e  The Lovely Bones, de 2009.